# Theodor Riphan
Theodor Riphan (* 1577 in Neuss; † 14. Januar 1616 in Köln) war Weihbischof in Köln.
Riphan stammte aus Neuss und wurde Professor der Theologie in Köln, wo er von 1604 bis 1605 auch Rektor der alten Universität Köln war. Am 30. August 1606 wurde er zum Titularbischof von Cyrene und Weihbischof im Erzbistum Köln ernannt. Der Apostolische Nuntius Attilio Amalteo spendete ihm am 13. März 1607 im Kölner Dom die Bischofsweihe.
Während einer Predigt in der Kölner Ratskapelle St. Maria in Jerusalem erlitt er einen Schlaganfall, an dessen Folgen er starb. Er wurde in der Kölner Pfarrkirche St. Laurentius beigesetzt.